# 사람 파라인플루엔자바이러스
사람 파라인플루엔자바이러스(Human parainfluenza viruses, HPIVs)는 사람 파라인플루엔자를 일으키는 바이러스를 의미한다. 사람 파라인플루엔자바이러스는 파라믹소바이러스과에 속하는 네 종의 단일 가닥 RNA 바이러스 측계통군중 하나이다. 사람과 기타 수의학적 질병들을 일으킨다. 비리온은 150에서 250 nm 정도의 크기를 가지며, 유전체는 1만 5천개의 뉴클레오타이드로 구성된 음성 RNA로 이루어져 있다.
세포 배양, 형광현미경, 중합효소 연쇄 반응을 통해 검출할 수 있다. 호흡기 질환으로 병원에 입원하는 5세 이하 소아들에게 두 번째로 흔한 병원체가 된다. 이보다 더 높은 빈도를 가진 바이러스는 호흡기세포융합바이러스밖에 없다.

## 분류
HPIV가 처음 분류된 것은 1950년대의 일이다. 항원과 유전체를 통해 분류하는데, 현재 총 네 개의 혈청형만 인정한다.

### 구조
HPIV는 외피가 있는 비리온을 만들며, 유전체로 단일가닥 음성 RNA를 가진다. 감염성이 없는 바이러스도 양성 극성을 가진 RNA를 보유하고 있는 것으로 나타났다. HPIV 유전체는 약 15,000개의 뉴클레오타이드로 구성되어 있으며 6개의 핵심 구조 단백질을 암호화한다.
HPIV의 구조유전자 서열은 3′-NP-P-M-F-HN-L-5′의 순서를 가지는데, 이들의 기능은 다음과 같다.
- 헤마글루티닌-뉴라미니다아제(HN): 외피에 존재하며, 숙주세포에 부착해 바이러스 침입이 이루어지도록 한다.
- 융합 단백질(F): 외피에 존재하며, 숙주의 세포막과 바이러스 외피가 융합하는 것을 돕는다.
- 기질 단백질(M): 외피 내에 존재하며, 바이러스 복제시 조립을 돕는다.
- 핵단백질(NP): 캡시드에 존재하며, RNA와 함께 복합체를 형성한다.
- 인단백질(P): 캡시드에 존재하며, RNA 중합효소 복합체를 형성한다.
- 대형단백질(L): 캡시드에 존재하며, RNA 중합효소 복합체를 형성한다.

역유전학이 등장함에 따라, 복제 및 전사에서 가장 효율적인 사람 파라인플루엔자바이러스는 6의 배수 갯수의 뉴클레오타이드를 가지고 있다는 사실이 밝혀졌다. 이는 "6의 법칙(rule of six)"라 불린다. 그러나 이 예외도 발견되었으며, 실제로 어떤 원리로 이러한 현상이 발생하는지는 아직 완전히 규명되지는 않았다.
전기영동을 통해 분자 질량을 구한 결과, 인단백질의 질량은 종마다 상이했지만 나머지 단백질들의 경우 유사한 질량값을 가졌다.

### 바이러스 침입 및 복제
바이러스 복제는 바이러스가 숙주 세포에 성공적으로 부착한 뒤 숙주의 지질 이중층과 바이러스 외피가 성공적으로 융합한 뒤 유전물질을 침투시킨 이후에야 제대로 일어난다. 바이러스 RNA는 핵단백질(NP), 인단백질(P), 대형 단백질(L)을 암호화한다. 헤마글루티닌-뉴라미니다아제(HN)가 바이러스 부착에 관여하며, 이에 따라 적혈구흡착과 적혈구응집반응이 나타난다. 융합 단백질(F) 역시 세포막과 바이러스 외피가 융합하는데 중요한 역할을 한다. 그 결과 합포체가 형성된다.
융합단백질은 처음에는 비활성화된 형태로(F0) 존재하는데, 이후 단백질분해과정을 통해 활성화 형태인  F1과 F2로 변화하여 이황화결합을 형성한다. 이 과정이 끝난 후에, HPIV의 캡시드가 숙주 세포의 세포질로 주사된다. 이후 유전자 전사가 바이러스의 RNA 의존 RNA 중합효소(대형단백질 L)에 의해 일어난다. 이 때 숙주 세포의 리보솜을 통해 번역이 일어난다.
바이러스 단백질의 형성이 후, 바이러스 유전체의 복제가 일어난다. 양성 RNA가 처음으로 합성되고, 마지막으로 음성 RNA가 형성되어 이후 핵단백질과 함께 움직인다. 이후 이 복합체는 포장되어 출아를 통해 세포 밖으로 배출되거나, 전사 및 복제 과정을 더 진행할 수도 있다.

## 참고 문헌
- Henrickson KJ (2003). “Parainfluenza viruses”. 《Clin. Microbiol. Rev.》 16 (2): 242–64. doi:10.1128/cmr.16.2.242-264.2003. PMC 153148. PMID 12692097.
- Human Parainfluenza Viruses (HPIVs)